# Монгольская Армения
Монго́льская Арме́ния — период в истории Армении, который начинается с 1230-х годов, когда Армения и Киликийское армянское государство стали вассалами Монгольской империи. Армения и Киликия оставались под монгольским влиянием до 1335 года. В период более поздних крестовых походов (1250—1260-е годы) существовал недолговечный армяно-монгольский альянс, участвовавший в нескольких совместных военных действиях против их общего врага, мамлюков. Им удалось захватить Багдад в 1258 году, но они потерпели поражение восемь лет спустя.

## История
Когда монголы достигли Кавказа, они завоевали историческую Великую Армению. Армянские князья стали вассалами монголов. В 1240-е годы Киликия так же попала в зависимость от монголов. Свидетель этих событий армянский инок Магакия в своей «Истории народа стрелков (монголов)» подробно описывает первые 44 года правления татарских ханов в Армении и Грузии. Магакия называет татар скифами.
Военное сотрудничество между армянами и монголами началось в 1258—1260 годах, когда Хетум I, Богемон VI и грузины объединили силы с монголами под командованием Хулагу в ходе монгольского вторжения в Сирию и Месопотамию. В 1258 году союзники взяли в осаду Багдад и овладели городом. После объединённые силы завоевали Сирию. Монгольская экспансия на Ближний Восток была остановлена в 1260 году, когда их разбили мамлюки.

Армения накануне монгольского завоевания
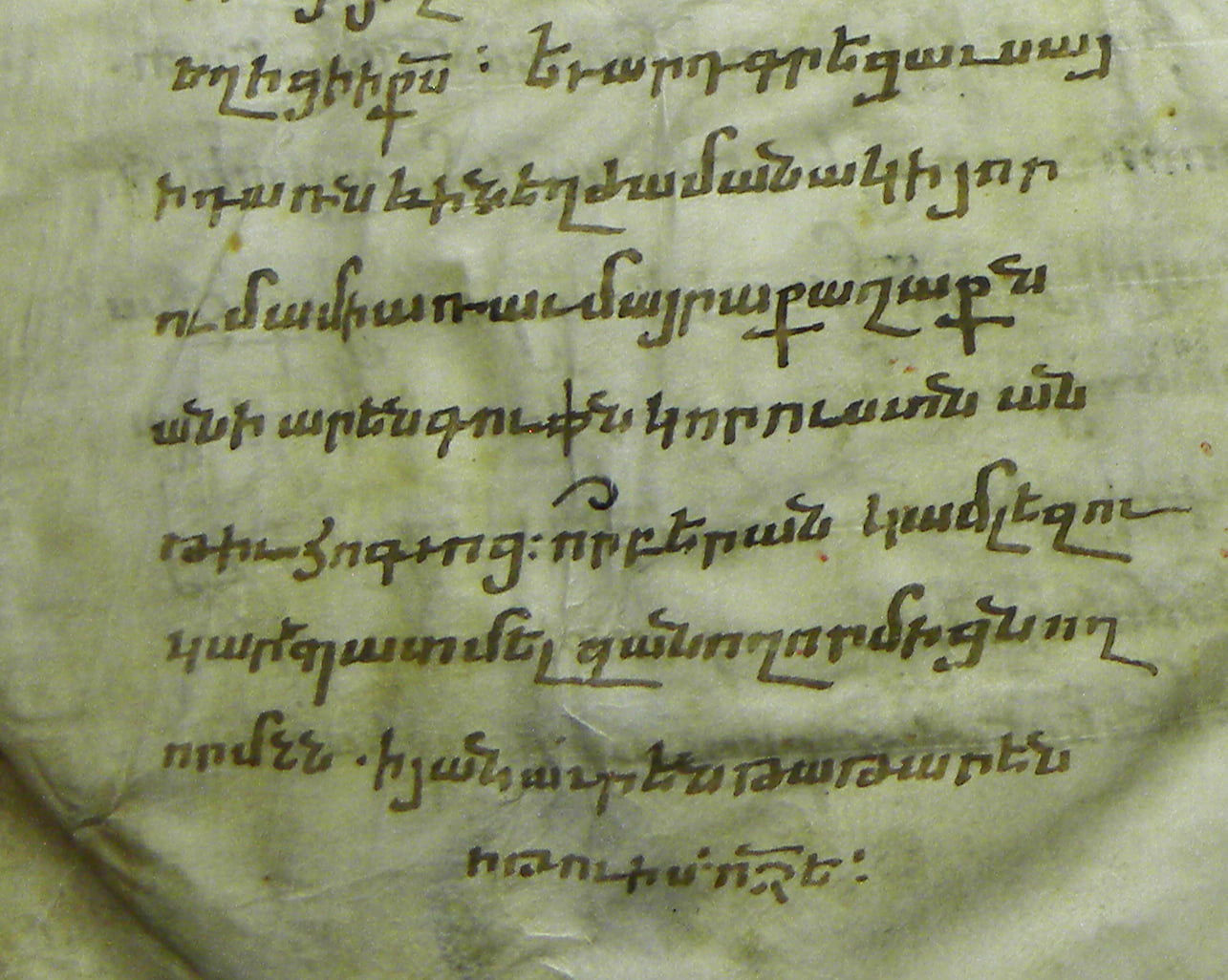
Колофон 1236 года сообщающий о взятии города Ани